# Брузасорци, Доменико
Доменико Брузасорци (Брузасорчи), настоящее имя Доменико Риччо (итал. Domenico Brusasorzi, Brusasorci, Domenico Riccio; 1516, Верона, Венецианская республика — 30 марта 1567, там же) — живописец итальянского маньеризма веронской школы. Его считают одним из новаторов веронской живописи XVI века и предшественником Паоло Веронезе.

## Биография
Доменико Риччо (Брузасорци) родился в 1516 году в Вероне в семье художника Агостино Риччо (1482— ок. 1555). Живописи обучался в мастерской отца, которая находилась близ церкви Святого Стефана в Вероне. Продолжил обучение в мастерской Джованни Франческо Карото. Оставаясь приверженным венецианской школе, Риччо находился под значительным влиянием творчества римских художников: Джулио Романо и Франческо Приматиччо.
В 1543 году, во время его сотрудничества с Филармонической академией в Вероне, в первый раз в документах появилось его прозвание Брузасорци. Позднее он стал официальным художником этой академии. В 1551 году выполнил заказ на создание ряда картин и фресок в ратуше города Тренто. В 1556 году трудился над серией фресок и картин во дворце епископа в Вероне. После этих заказов в 1566 году Брузасорци написал «Конный портрет императора Карла V» и «Портрет папы Климента VII» для дворца Ридольфи-Да Лиска и картину «Мадонна во славе с двумя святыми» для церкви Сан-Пьетро-Мартире в Вероне. В настоящее время ряд произведений художника хранится в галерее Уффици во Флоренции, церкви Санта-Мария-ин-Органо, Палаццо Бевилаква в Вероне и Палаццо Кьерикати в Виченце.
Брузасорци работал в Вероне и Мантуе под влиянием произведений Джорджоне, Тициана, Пармиджанино. По мнению Бернарда Беренсона живописца Брузасорци можно считать предшественником оригинального искусства Паоло Веронезе.
Его мастерская в Вероне на рубеже XVI и XVII веков стала важным местом искусства того времени. Среди учеников Брузасорци были его дочь Чечилия и сыновья Джамбаттиста и Феличе Брузасорци, а также Джованни Баттиста Дзелотти, Бернардино Индия, Паоло Фаринати.

## Галерея

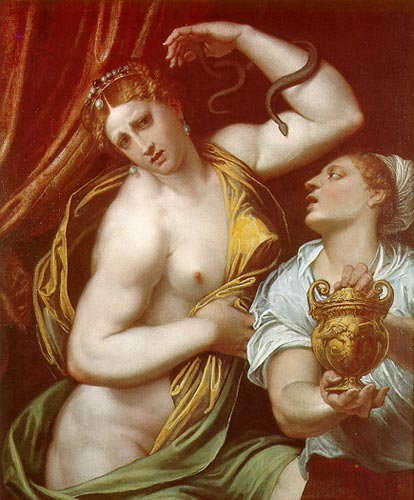
Смерть Клеопатры. 1552. Фонд сберегательного банка, Чезена
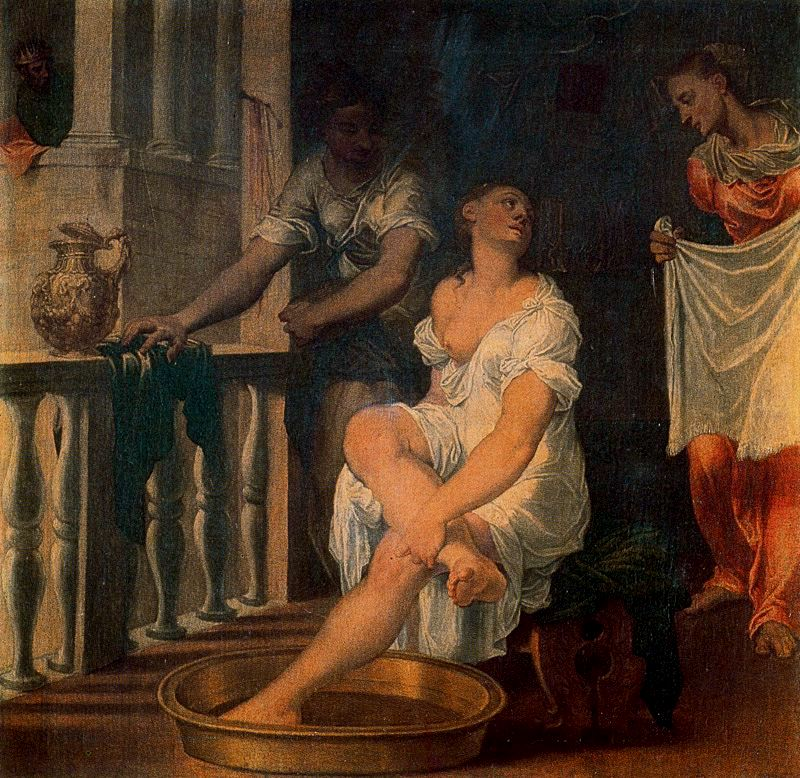
Купание Вирсавии. 1550. Дерево, масло. Уффици, Флоренция
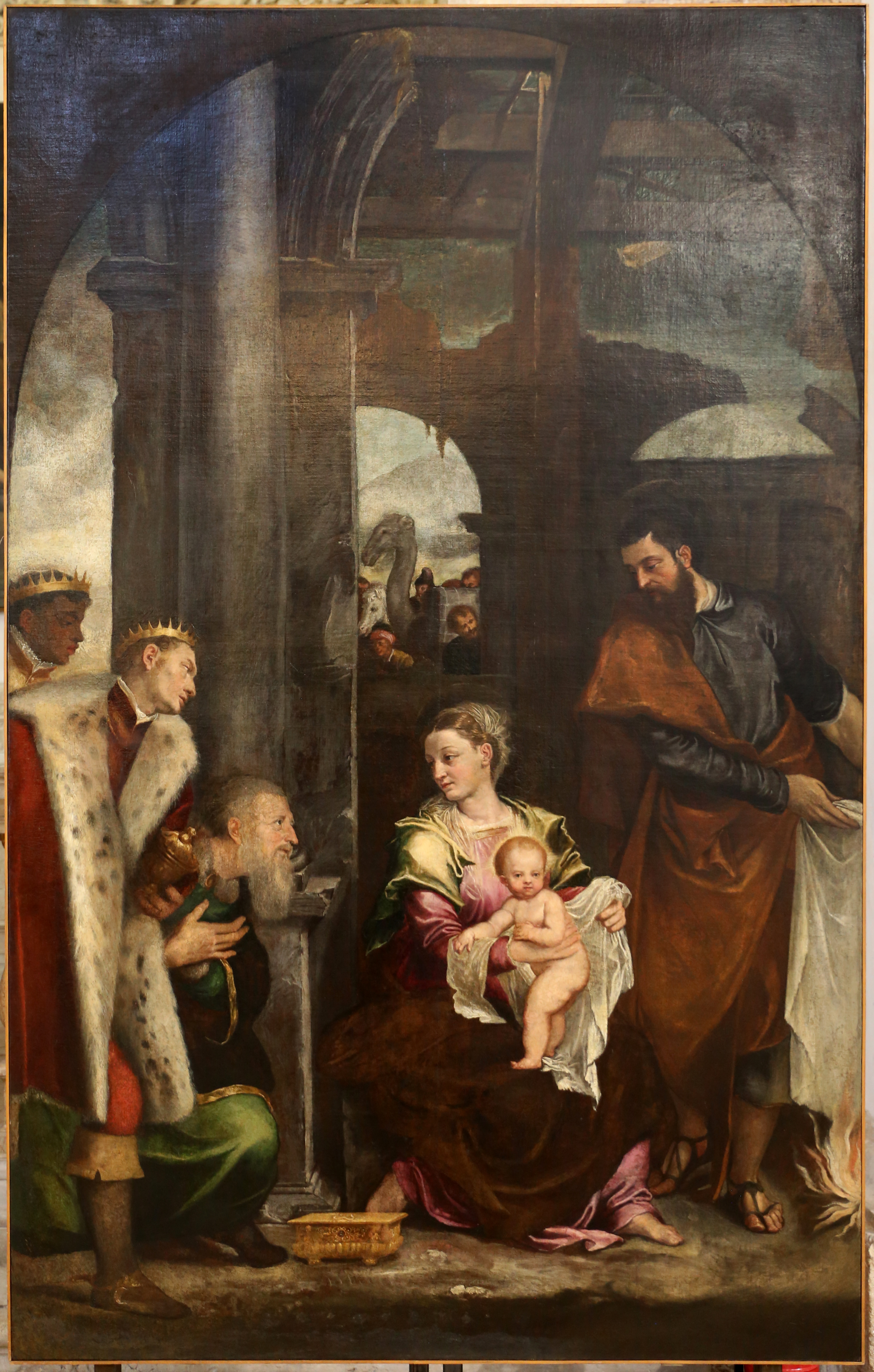
Поклонение волхвов. 1553. Церковь Сан-Франческо-аль-Корсо, Верона
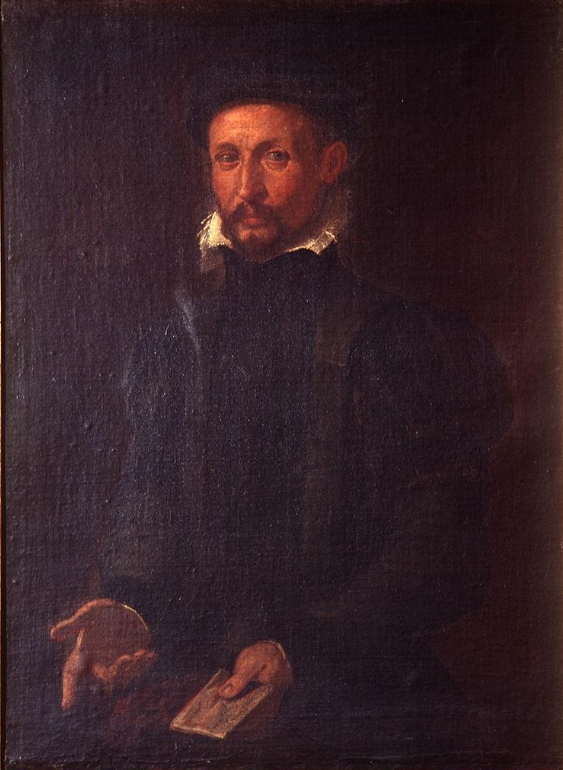
Aвтопортрет. 1561. Уффици, Флоренция
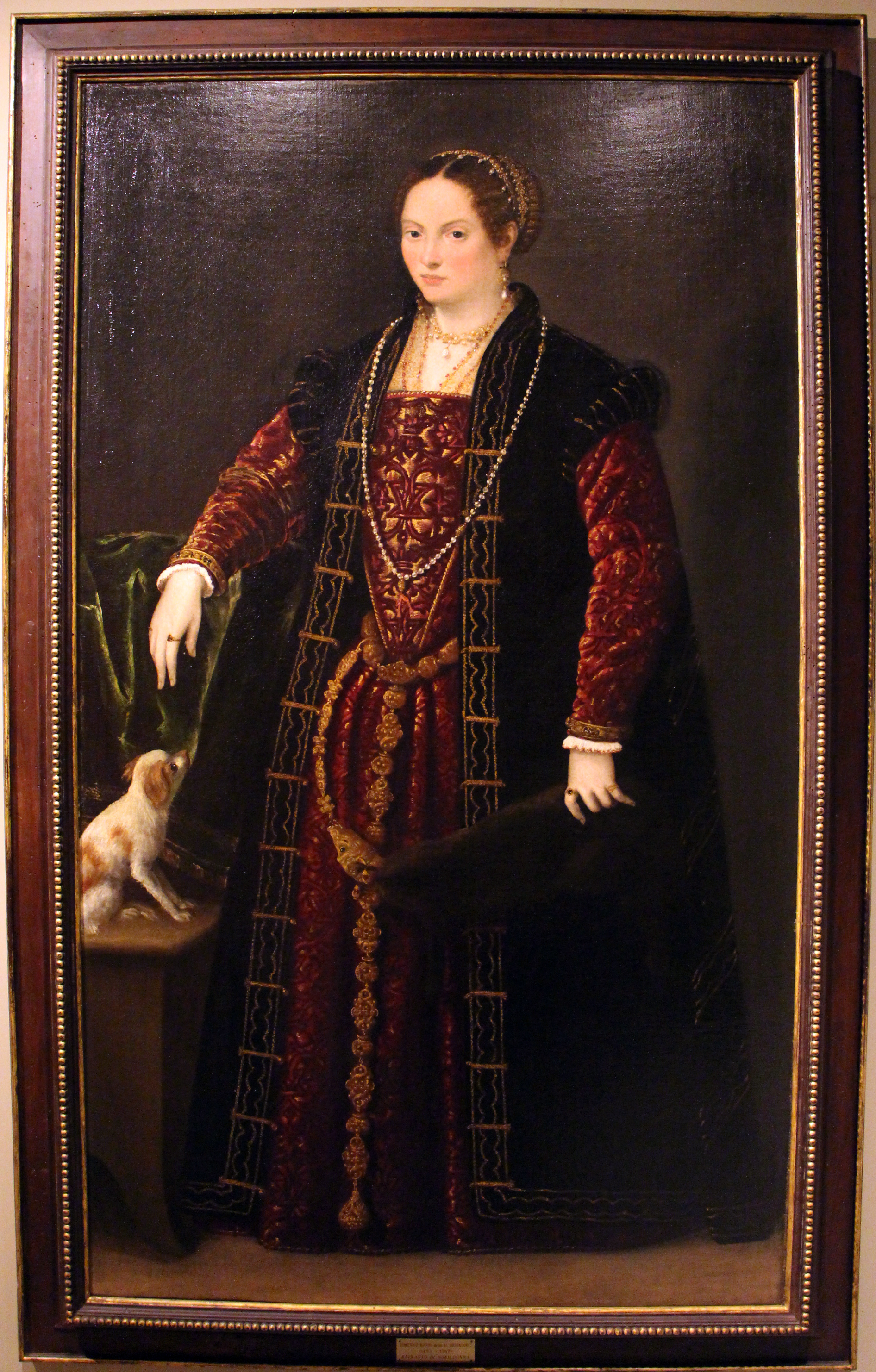
Портрет Чечилии Кьерикати. Между 1551 и 1553. Муниципальный музей, Прато